# Horror-Bibliothek
Die Horror-Bibliothek war eine von 1978 bis 1980 mit 24 Titeln im Bastei-Verlag erscheinende Taschenbuchreihe, in der angelsächsische Klassiker des modernen Horrorromans sowie einige Anthologien in Übersetzung erschienen.

## Liste der Titel
| Nr.   | Autor(en)                                                   | Titel                                 | Jahr | Originaltitel                        | Jahr | Übersetzer              |
| ----- | ----------------------------------------------------------- | ------------------------------------- | ---- | ------------------------------------ | ---- | ----------------------- |
| 70001 | Graham Masterton                                            | Der Manitou (Manitou I)               | 1978 | The Manitou                          | 1975 | Rosemarie Hundertmarck  |
| 70002 | Dennis Wheatley                                             | Diener der Finsternis                 | 1978 | The Devil Rides Out                  | 1935 | Rosemarie Hundertmarck  |
| 70003 | Michael T. Hinkemeyer                                       | Der Sommer der Toten                  | 1978 | Summer Solstice                      | 1976 | Ingrid Rothmann         |
| 70004 | Ramsey Campbell                                             | Die Puppen in der Erde                | 1978 | The Doll Who Ate His Mother          | 1976 | Wolfgang Teiner         |
| 70005 | Dennis Shryack & Michael Butler                             | Der Teufel auf Rädern                 | 1978 | The Car                              | 1977 | Peter Pape              |
| 70006 | Theodus Carroll                                             | Ein leises böses Flüstern             | 1978 | Evil Is a Quiet Word                 | 1975 | Rosemarie Hundertmarck  |
| 70007 | Graham Masterton                                            | Der Dschinn                           | 1979 | The Djinn                            | 1977 | Rosemarie Hundertmarck  |
| 70008 | Kingsley Amis, Patricia Highsmith & Christopher Lee (Hrsg.) | 13 Prisen Mitternacht                 | 1979 | The Times Anthology of Ghost Stories | 1975 | Irene Paetzold          |
| 70009 | Dennis Wheatley                                             | Der schwarze Pfad                     | 1979 | To the Devil – a Daughter            | 1953 | Rosemarie Hundertmarck  |
| 70010 | Phil Smith                                                  | Die Auferstehungsmaschine             | 1979 | The Resurrection Machine             | 1978 | Irene Paetzold          |
| 70011 | Jack D. Shackleford                                         | Das Volk im Hügel                     | 1979 | Tanith                               | 1977 | Rosemarie Hundertmarck  |
| 70012 | Brian Lumley                                                | Die Herrscher in der Tiefe            | 1979 | The Transition of Titus Crow         | 1975 | Uwe Anton               |
| 70013 | Robert Chetwynd-Hayes (richtig: Ronald Chetwynd-Hayes)      | Der Monster-Club                      | 1979 | The Monster Club                     | 1976 | Gisela Tinnefeld        |
| 70014 | Graham Masterton                                            | Die Rückkehr des Manitou (Manitou II) | 1979 | Revenge of the Manitou               | 1979 | Rosemarie Hundertmarck  |
| 70015 | Dennis Wheatley                                             | Meer der Angst                        | 1979 | Uncharted Seas                       | 1938 | Rosemarie Hundertmarck  |
| 70016 | Peter Tremayne                                              | Die Chronik der DRACULAS              | 1979 | Dracula Unborn                       | 1977 | Annette von Charpentier |
| 70017 | Stephen Marlowe                                             | Die Stadt und der Fluch               | 1979 | Translation                          | 1976 | Ingrid Rothmann         |
| 70018 | Howard Phillips Lovecraft                                   | Das Grauen vor der Tür                | 1979 | The Lurker at the Threshold          | 1945 | Annette von Charpentier |
| 70019 | Dennis Wheatley                                             | Die Hölle ruft                        | 1979 | Gateway to Hell                      | 1970 | Rosemarie Hundertmarck  |
| 70020 | Graham Masterton                                            | Die Tochter der Sphinx                | 1980 | The Sphinx                           | 1978 | Rosemarie Hundertmarck  |
| 70021 | Edward P. Berglund (Hrsg.)                                  | Cthulhu’s Schüler                     | 1980 | The Disciples of Cthulhu (I)         | 1976 | Uwe Anton               |
| 70022 | Manly Wade Wellman                                          | Der Schattensee                       | 1980 | The Beyonders                        | 1977 | Eva Schwarz             |
| 70023 | Edward P. Berglund (Hrsg.)                                  | Cthulhu’s Kinder                      | 1980 | The Disciples of Cthulhu (II)        | 1976 | Uwe Anton               |
| 70024 | Jack D. Shackleford                                         | Schwarzer Sommer                      | 1980 | The Eve of Midsummer                 | 1977 | Gisela Tinnefeld        |